# Mary Dyer

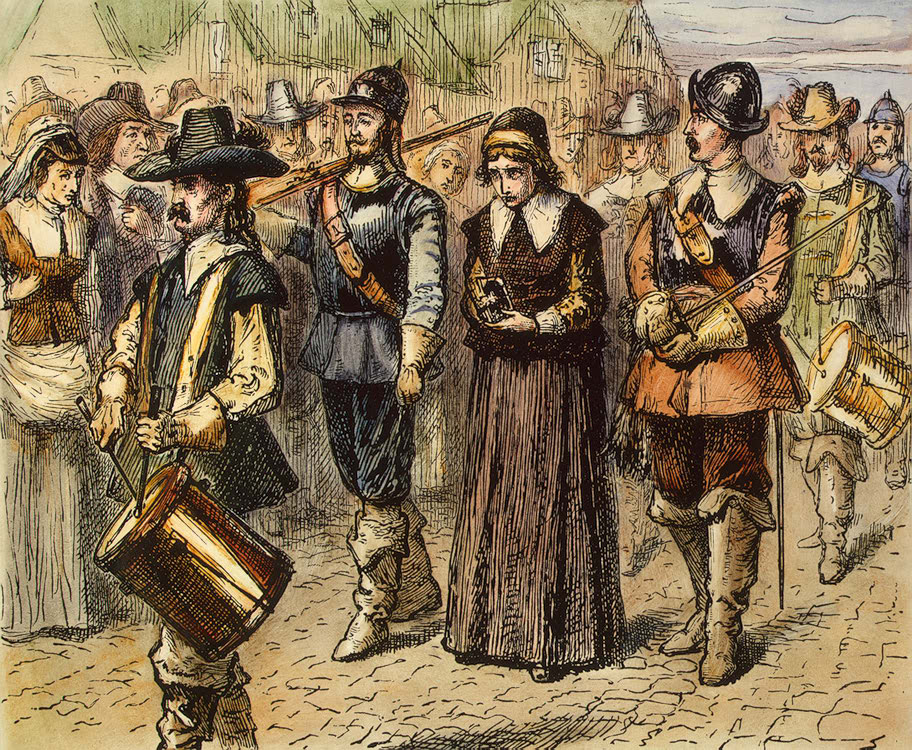
Mary Dyer w drodze na szafot

Mary Barret Dyer (ur. ok. 1605, zm. 1 czerwca 1660 w Bostonie) – krzewicielka wyznania kwakrów, dysydentka wobec purytańskiego Kościoła państwowego w Nowej Anglii.

## Życiorys
Pochodziła z hrabstwa Essex w Anglii. Wychowywała się w Londynie. Około 1635 przybyła do Bostonu w Massachusetts, gdzie zaprzyjaźniła się z Anne Hutchinson i utożsamiała się z jej poglądami. Jej niepełnosprawne dziecko, zwane przez otoczenie "potworem" (ang. monster), uznano za "karę Bożą" za popieranie heretyckich poglądów Anne Hutchinson. Ze względu na te powiązania oraz sprzyjanie Rogerowi Williamsowi została skazana na wygnanie. Osiadła w Rhode Island). W 1651 wraz z mężem popłynęła do Anglii, by popierać w Londynie starania Rogera Williamsa w sprawach bytu państwowego kolonii Rhode Island. Tam stała się kwakierką. W 1656 powróciła do Nowej Anglii i rozpoczęła głoszenie swojej religii. Została uwięziona w Bostonie, następnie zwolniona, w 1658 usunięta z New Haven, w lecie 1659 ponownie wygnana z Bostonu. We wrześniu 1659 przybyła do Bostonu z kwakrami Williamem Robinsonem i Marmaduke'm Stephensonem. Cała trójka została uwięziona. Robinson i Stephenson za wyznawanie religii kwakrów zostali straceni, a Dyer wybatożona. Mimo tego w 1660 wróciła do Bostonu, naruszając ponownie zakaz pobytu innowierców na terenie Massachusetts. 1 czerwca 1660 została powieszona na rynku w Bostonie ("powiewała jak flaga" – ang. "she did hang as a flag"). Na wieść o tej egzekucji król Karol II zakazał w Massachusetts wydawania przeciwko kwakrom wyroków śmierci.
Uważana jest za ostatniego męczennika religijnego w Ameryce Północnej.

## Literatura
H.S. Barbour, Dyer, Mary (c. 1605-1660), [w:] Dictionary of Christianity in America, red. Daniel G. Reid, Downers Grove Ill. 1990 ISBN 0-8308-1776-X s. 371.